# Thanh Hoa

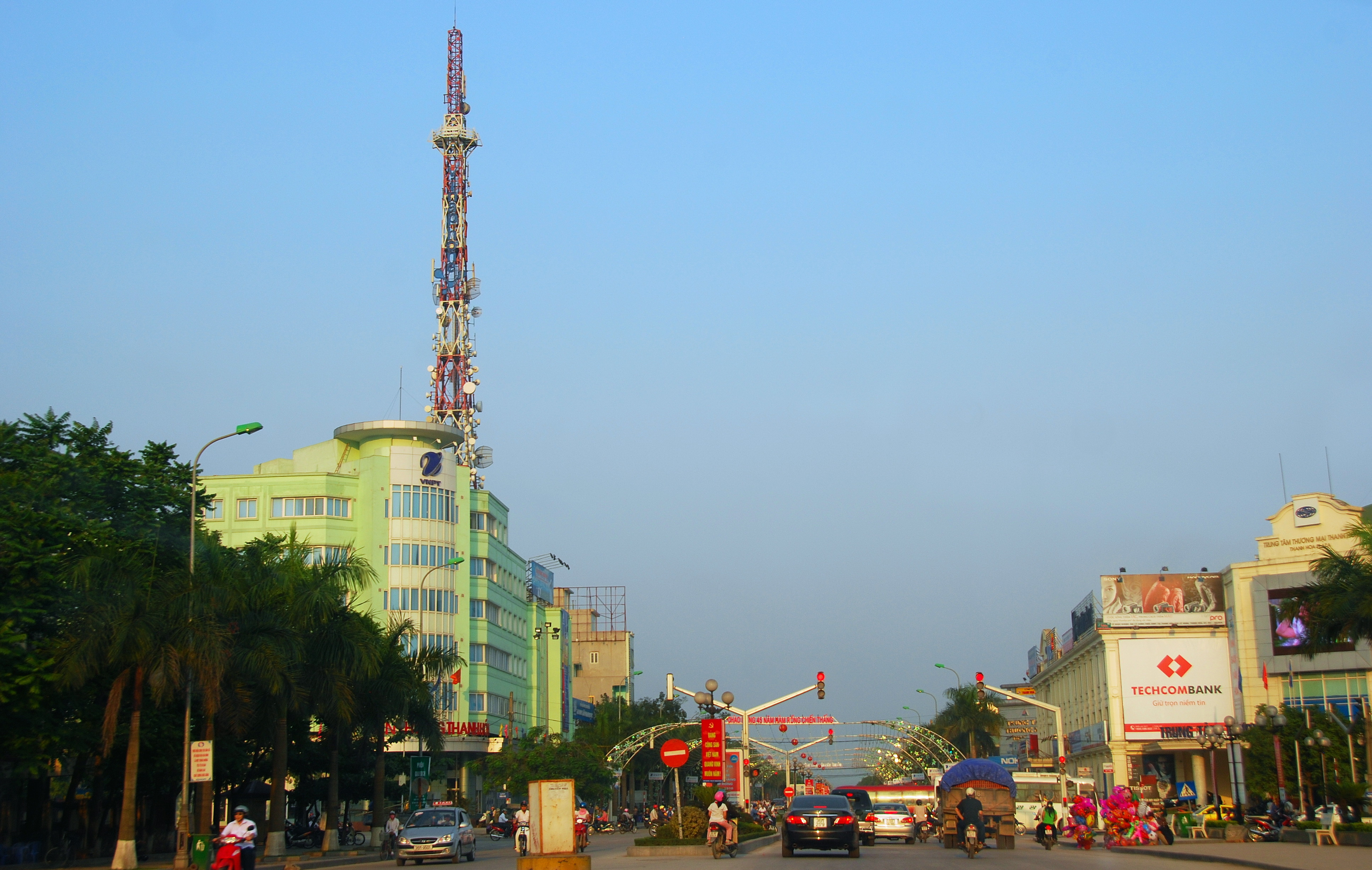
Gata i Thanh Hoa.

Thanh Hoa (på vietnamesiska Thanh Hóa) är en stad i Vietnam och är huvudstad i provinsen med samma namn. Folkmängden uppgick till 207 698 invånare vid folkräkningen 2009, varav 147 559 invånare bodde i själva centralorten.
Staden är belägen vid Mafloden, söder om Röda flodens delta, cirka 137 km söder om Hanoi. Järnvägen mellan Hanoi och Ho Chi Minh-staden går förbi staden, och Thanh Hoa är ett växande centrum för handel och industri. Jordbruk, skogsbruk och fiske är viktiga näringar.